# Condevincum
Condevincum est le nom latin qui désignait la ville gallo-romaine qui précéda l'actuelle ville de Nantes dans le département de Loire-Atlantique.
La ville est indiquée sur la Table de Peutinger (IIIe ou IVe siècle) comme Portus Namnetum.

## Toponymie
Entre la fin du IIe siècle av. J.-C. et le début du Ier siècle av. J.-C., le peuple gaulois des Namnètes s'installa sur la rive droite du fleuve, au confluent de la Loire et de l'Erdre et y fonda une agglomération dont le nom initial nous est connu par la Géographie de Ptolémée (IIe siècle), ville principale des Namnètes : Condevicnum ou Condevincum.
Après la conquête romaine, le nom fut latinisé en Condevincum (la forme la plus courante) ou Condevicnum, Condivicnum, Condivincum, etc. Plusieurs auteurs tardifs citent également les formes apparemment évoluées (et partiellement altérées ?) Cantigvine, Cantivic, Cantwic, Cantguic, etc.. Le radical conde serait vraisemblablement dérivé du gaulois condate désignant un confluent.

## Histoire

### Première occupation du site par les Gaulois
Au Ier siècle av. J.-C., les auteurs latins et grecs indiquent que la rive droite de l'estuaire de la Loire était occupée par le peuple gaulois des Namnètes, mentionnés pour la première fois par Jules César ; sur la rive gauche, se trouvaient les Ambilatres et les Pictons. 
L'historien grec Polybe au IIe siècle av. J.-C. indique l’existence d'un port fluvial connu du navigateur grec Pythéas (IVe siècle av. J.-C.), qu'il appelle « Corbilo » et qu'il situe à l'embouchure de la Loire. Selon Strabon, Corbilo n'existait plus à son époque (Ier siècle av. J.-C.). La localisation de Corbilo n'est pas connue et il semble peu probable que son site ait été celui de Nantes. On ignore par ailleurs si Nantes était déjà une « capitale » pour les Namnètes.

### La conquête romaine
Au début de la conquête de la Gaule par César, la région joue un rôle lors de la campagne de l'année 56 av J.-C. contre les Vénètes, mais pas particulièrement Nantes ; César a fait construire des navires : cette construction a probablement eu lieu dans l'estuaire de la Loire, mais sans doute pas sur des sites namnètes. Le gros de l'armée romaine a traversé le territoire namnète entre Angers et le littoral, mais a sans doute suivi un trajet au nord de Nantes (par Blain).

### La ville du Haut-Empire
Après la conquête de la Gaule par Jules César, une vie urbaine importante se développe d'une part à Ratiatum (Rezé), port relevant à l'époque de la cité des Pictons (province de la Gaule aquitaine), d'autre part à Nantes, à l'emplacement de l'actuel quartier du Bouffay, à partir du règne d'Auguste.

### Au Bas-Empire,CondevincumdevientPortus Nametum
À partir du IIIe siècle, l'Empire romain subit des invasions germaniques, des agressions de pirates dits Saxons ou Frisons, mais aussi des troubles internes, comme, en Gaule, le phénomène des bandes de pillards Bagaudes.
Nantes subit un assaut germanique vers 275 et des murailles y sont construites dans les années 280 à 300. Cette enceinte grossièrement carrée enfermait une superficie d’environ 18 ha correspondant à l'actuel quartier du Bouffay. Elle subsistera jusqu'au XIIIe siècle et sera alors reprise par les murailles ducales.
Sous le règne de Dioclétien (vers 300), dans le cadre de la réorganisation de l'Empire, Nantes fut placée dans la province de Lyonnaise seconde (Chef-lieu Rotomagus (Rouen). relevant du Diocèse des Gaules dont le siège se trouvait à Trèves (Allemagne) ; vers 385, dans la province de Lyonnaise troisième (chef-lieu : Tours), même diocèse. Sur le plan militaire, à partir du IVe siècle, Nantes releva du Magister Militiae de Trèves, puis du Dux Tractus Armoricani (Chef du Territoire armoricain, chargé plus spécialement de la défense maritime) ; un corps de réserve (Superventores) était basé à Nantes qui bénéficie aussi de la protection des Gentiles Teifales, des colons militaires d'origine germanique installés dans la cité des Pictons (région de Tiffauges).
Aux IVe et Ve siècles, les autorités romaines procèdent aussi à l'installation de garnisons de soldats venus de Bretagne (actuelle Grande-Bretagne) afin de protéger la région des pirates saxons. Il semblerait que des garnisons bretonnes aient été postées le long de la Loire jusqu'à Blois. Ces Bretons insulaires auraient aussi remonté l'Erdre, ce qui pourrait expliquer quelques toponymes brittoniques le long de cette rivière.
Durant cette période, comme c'est le cas beaucoup de chefs-lieux de cités gallo-romaines, le nom gaulois (latinisé) de  Condevicnum fut abandonné au profit de Portus Namnetum ou, un peu plus tard de Namnetae, Namnetes. Ces mutations toponymiques intervinrent à une époque où l'instabilité de l'empire romain perdurait, on observa la présence accrue des divinités gauloises locales dans les sculptures religieuses et les inscriptions dédicatoires. Le changement de nom des villes chefs-lieux relève peut-être d'un phénomène du même ordre, une marque d'attachement aux anciennes appartenances ethniques des tribus gauloises. C'est sous ce nom de Portus Namnetum que la ville est mentionnée sur la table de Peutinger.

## Vestiges
Les vestiges archéologiques et architecturaux de Nantes sont beaucoup moins importants que ceux de Rezé, mais on a pu identifier la présence vraisemblable :
- d'un temple de Mars (sous la forme locale de "Mars Mullo")[Note 5],

- d'un temple de Vulcain (trois inscriptions se rapportent à Vulcain),
- d'un temple de Minerve,
- d'un temple de Cérès (ou d'une Déesse-mère à corne d'abondance) ;
- d'un temple de basiliques civiles ;
- d'un aqueduc ;
- de thermes publics avec hypocauste vers l'église Sainte-Croix ;

### Les remparts du Bas-Empire
La première muraille est construite vers 276, à en juger par des bornes milliaires faisant partie de ses fondations, qui portent le nom de l'empereur Marcus Claudius Tacite qui n'a régné que durant cette année. L'édification de la muraille est vraisemblablement achevée sous l'empereur Probus. 
De nos jours, il ne reste que les deux vestiges cours Saint-Pierre et porte Saint-Pierre (à côté de la cathédrale), ainsi que dans le couvent des Cordeliers (à proximité de l'école Saint-Pierre), et enfin un vestige dans le Musée d'histoire de Nantes au Château des ducs de Bretagne. Le tronçon près de la porte Saint-Pierre a été fouillé en 1910-1911 ; il ne reste que 2 mètres de sa hauteur, la muraille médiévale ayant été construite par-dessus. 
La partie la plus grande et la mieux conservée se trouve dans la cour de l'école primaire Saint-Pierre (située au 9 rue du Refuge). Ce vestige a une hauteur de 5 mètres et une longueur de 18 mètres. 

### Les stèles funéraires
Nantes a aussi fourni 30 stèles funéraires, la quasi-totalité des stèles trouvées dans la région armoricaine. Une reconstitution à partir de ces vestiges permet de penser qu'il y avait un quartier administratif dans le secteur Bouffay-Sainte-Croix, un quartier religieux (Saint-Pierre) et un quartier portuaire, appelé Vicus portensis (Quartier du port), attesté par une inscription trouvée en 1580. La localisation de ce Vicus portensis est problématique ; des restes ténus d'installations portuaires ont été détectés à Nantes en divers lieux de la Loire et de l'Erdre.